# Ukon Wacka
Ukon Wacka — седьмой студийный альбом финской фолк-метал-группы Korpiklaani. Он был издан 4 февраля 2011 года на лейбле Nuclear Blast. Название альбома относится к древнему языческому жертвенному празднику, посвященному Укко. Тексты песен написаны на финском языке.

## Список композиций
1. «Louhen yhdeksäs poika» — 3:23
2. «Päät pois tai hirteen» — 3:14 (Peer Günt «Bad Boys Are Here» cover)
3. «Tuoppi oltta» — 3:34
4. «Lonkkaluut» — 5:39
5. «Tequila» — 2:42
6. «Ukon wacka» — 5:08 (vocals — Tuomari Nurmio)
7. «Korvesta liha» — 4:31
8. «Koivu ja tähti» — 4:17
9. «Vaarinpolkka» — 2:19
10. «Surma» — 6:20
11. «Iron Fist» (Motörhead cover; bonus track) — 2:52

- Tracks 1, 3, 6, 8 and 10 lyrics by Juha Jyrkäs, music by Jonne Järvelä.
- Track 2 lyrics by Järvelä, music by Timo Nikki/Teijo Kettula/Teijo Erkinharju.
- Track 4 lyrics by Hellevi Hiltunen/Juha «Korppi» Jaakkola, music by Järvelä.
- Tracks 5, 7 and 9 lyrics and music by Jonne Järvelä.

## Участники записи
- Йонне Ярвеля — электрическая и акустическая гитара, вокал, мандолина
- Йаркко Аалтонен — бас-гитара
- Матти «Матсон» Йоханссон — ударные, бэк-вокал
- Юхо Кауппинен — аккордеон, бэк-вокал, гитара
- Йаакко «Хиттавайнен» Лемметтю — акустическая и электрическая скрипка, вистл, йоухикко, торупилл (эстонская волынка), мандолина, губная гармоника
- Калле «Кане» Савиярви — гитара, бэк-вокал